# 云山乡 (岳阳县)
云山乡，位于湖南省岳阳市岳阳县东北部，湘鄂两省交界处。因北部大云山国家森林公园而得名。乡人民政府驻岳阳县云山。
交通主要以纵横两条县道（甘云公路、毛云公路）为主。矿产有麻石、长石等。盛产野山蕨、野山笋等。

## 沿革
- 民国时期，属福义乡
- 1949年，隶岳阳县七区
- 1958年，属毛田公社
- 1961年，为云山公社
- 1984年，改置云山乡

## 行政区划
云山乡辖15个自然村。
- 西台村、云段村、永兴村、文洞村、杨段村、云山村、联合村、陈洞村、文昌村、黄稻村、联盟村、爱国村、田坳村、谢山村、长仑村
- 云山林场